# Чжурчжені

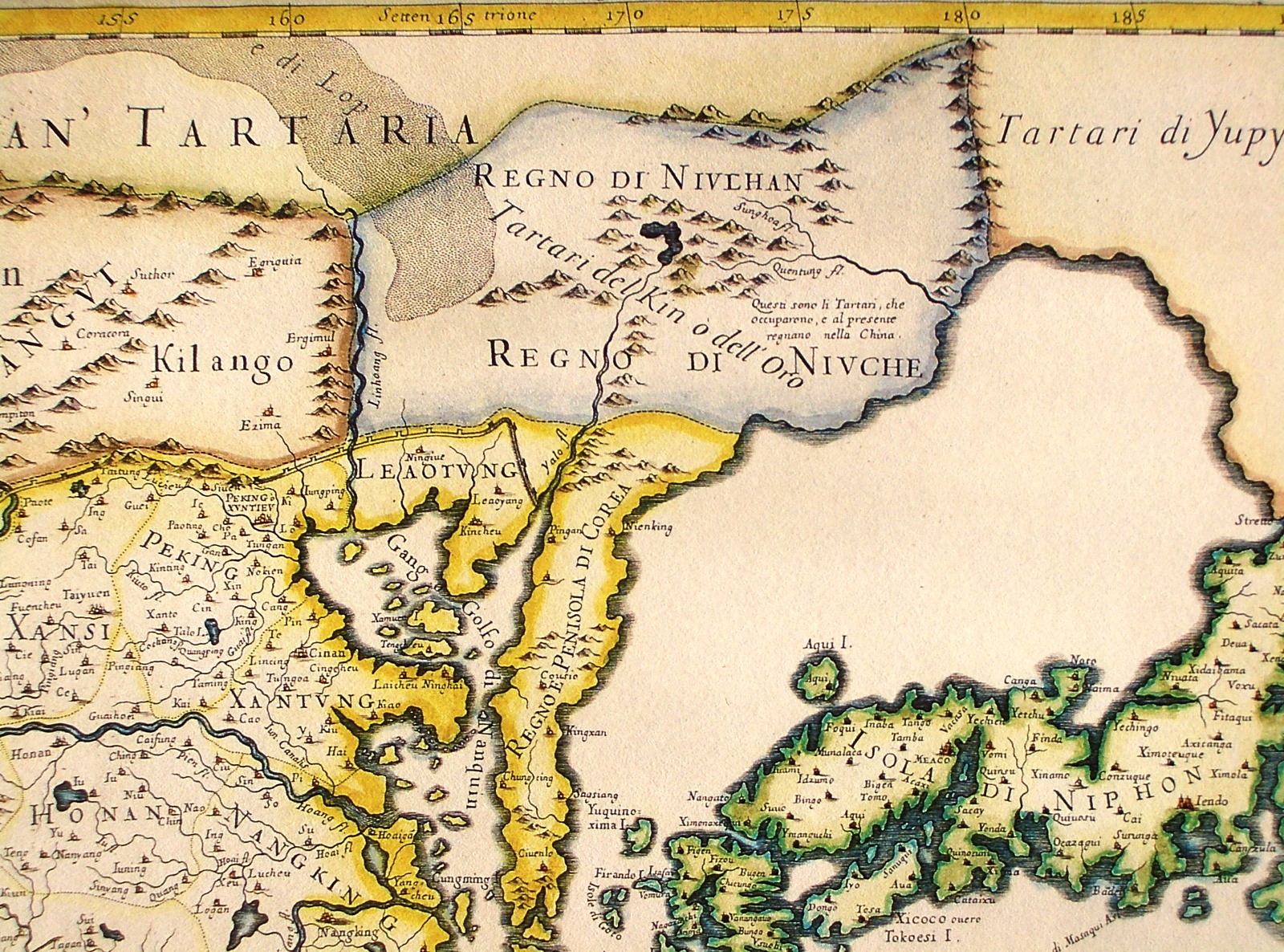
У 1682 опублікована італійська мапа показує «Ханство чжурчженів» або «Tartari del Kin», що окупували й управляють Китаєм на північ від Ляодун та Кореї

Чжурчжені (кит. 女眞 / 女真, Nǚzhēn, Rǔzhēn) — тунгуські племена, що у середньовіччі заселяли територію Маньчжурії.
Заснували династію Цзінь, що проіснувала з 1115 по 1234. Зуміли взяти під контроль значні території сучасних Маньчжурії та Монголії. 1204 року перемогли Північну Сун, змусивши її платити данину. У 1210 році почалися тривалі війни з монголами на чолі з Чингісханом. Вони завершилися 1234 року остаточним падінням династії Цзінь.
З XVII століття відомі як маньчжури.